# Mont-Louis, Pyrénées-Orientales
Mont-Louis är en kommun i departementet Pyrénées-Orientales i regionen Occitanien i södra Frankrike. Kommunen ligger i kantonen Mont-Louis som tillhör arrondissementet Prades. År 2022 hade Mont-Louis 150 invånare.

## Administration

### Borgmästare
| Borgmästare          | Ämbetsperiod |
| -------------------- | ------------ |
|                      |              |
| Michel Aldebert      | ca. 1815     |
|                      |              |
| Christian Pécout     | 2001-2002    |
| Jean-Michel Larmet   | 2002 - 2010  |
| Pierrette Cordelette | 2010 -       |

## Befolkningsutveckling
Antalet invånare i kommunen Mont-Louis
| Referens: INSEE |